# 播磨屋本店
株式会社播磨屋本店（はりまやほんてん）は、兵庫県朝来市に本社を置く米菓製造販売会社。キャッチコピーは「日本一おかき処」。日本全国に直売店を6店舗構える。

## 沿革
1862年（文久2年）、但馬国生野（現在の兵庫県朝来市）で初代播磨屋助次郎が創業した、油屋（灯明油売り）の「播磨屋」をルーツとする。
1948年（昭和23年）に「クロバー製菓株式会社」として菓子製造業に転じ、1971年（昭和46年）から、おかき・煎餅の専業メーカーとなった。1985年（昭和60年）に阿野拓夫（五代目播磨屋助次郎）が社長に就任し、それまでの卸売販売を改めて、通信販売と直売店での消費者直接販売に転換した。1985年（昭和60年）3月14日、五代目は「株式会社播磨屋本店」を新会社として設立し、クロバー製菓の従業員と業務及び各種設備を承継した。1989年（平成元年）、豊岡市の豊岡中核工業団地に新工場を建設し、同地に本社を移転する。2008年（平成20年）に無料でおかき・ドリンクが飲食できる「フリーカフェ播磨屋ステーション」を開設し、2010年（平成22年）には日本全国に7店舗を展開していたが、同年10月までに全て閉店した。
2005年（平成17年）4月1日、本社を朝来市生野町口銀谷2428番地のクロバー製菓と同住所へ移転。2015年（平成27年）12月1日、クロバー製菓を吸収合併し、翌2016年（平成28年）4月1日に本社を朝来市生野町円山京田30番地の「生野本店」へ移転した。

## 街宣活動

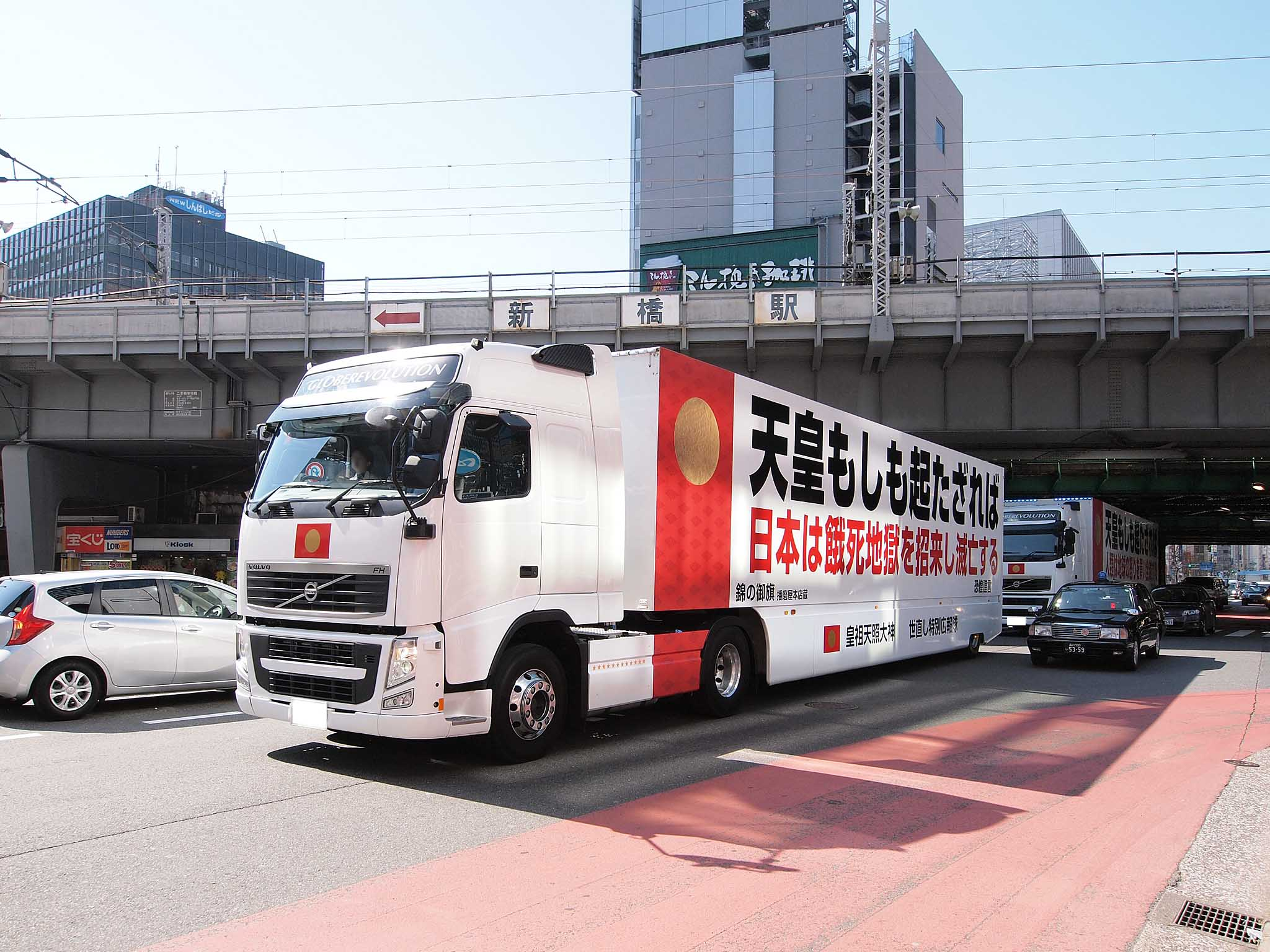
トレーラー

1997年（平成9年）、五代目は自らの著書『真実』にて、「環境問題の抜本的完全解決」を提唱。以降、五代目は社業と並行して、社の顧客ネットワークを通して環境・政治問題についての提言を積極的に行うようになった。2010年（平成22年）から「スメラギ特別広報隊」と称して、社が所有する大型トレーラー10台に環境・政治・皇室に関するメッセージを記し、五代目自ら運転し、東京都内の道路を巡行している。2018年（平成30年）、豊の岡工園敷地内に高さ24.546mの皇三重塔を建設した。

## 事業所

### 店舗
※出典：
- 生野本店（兵庫県朝来市） - 第13回（2013年度）日本建築家協会25年賞受賞[14]。
- 大阪江坂店（大阪府吹田市）
- 大阪天王寺店（大阪府大阪市天王寺区）
- 神戸元町店（兵庫県神戸市中央区）
- 姫路店（兵庫県姫路市）
- 豊の岡工園店（兵庫県豊岡市）

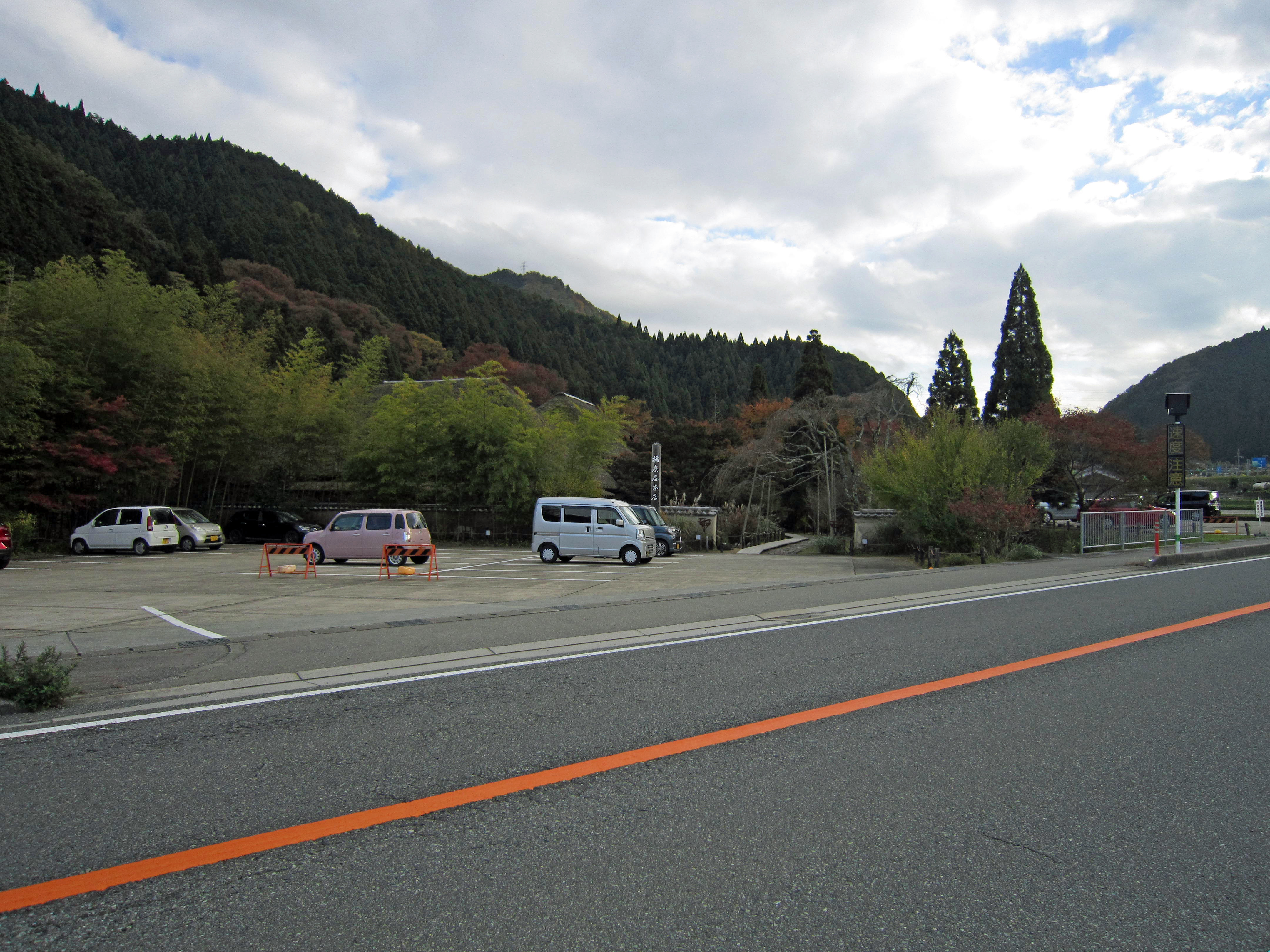
播磨屋生野総本店（兵庫県朝来市）

### 過去に営業していた店舗
- 東京店（東京都千代田区）
- 京都パレスサイド店（京都府京都市上京区）
- 札幌店（北海道札幌市中央区）

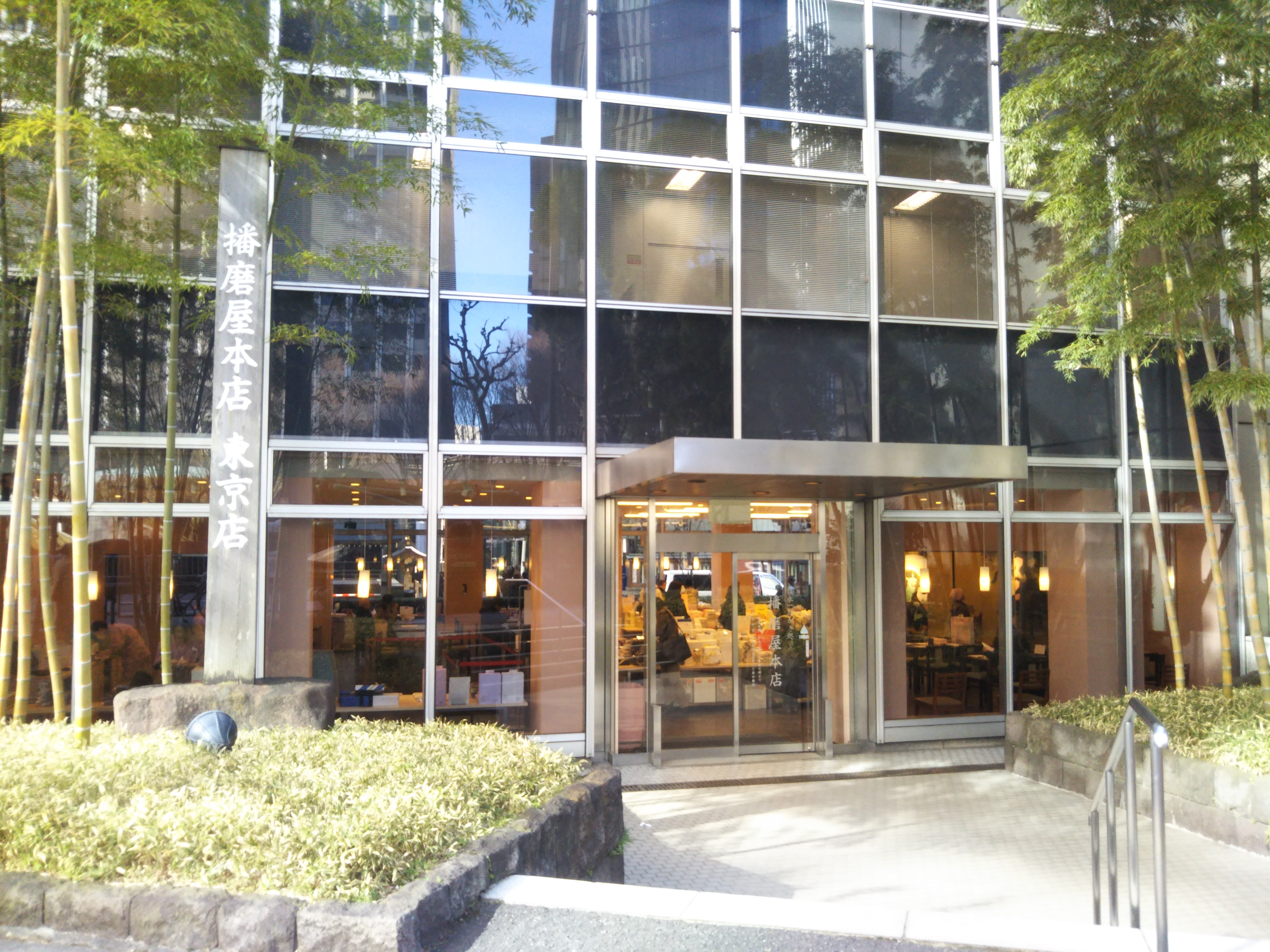
東京店

### 工場
- 生野工場（兵庫県朝来市）
- 豊の岡工園（兵庫県豊岡市）
- 和田山総本部（兵庫県朝来市）

## 付属施設
- 朝来山荘（兵庫県朝来市）